# Курочкін Василь Васильович
Курочкін Василь Васильович (1900, Брянськ, Російська імперія — 1955, Москва, РРФСР, СРСР) — радянський залізничник, ректор Московського інституту інженерів залізничного транспорту.

## Біографія
Народився у 1900 році в місті Брянську.
У 1935 році закінчив Вище технічне училище імені Баумана в Москві, отримавши спеціальність інженера-механіка паровозобудування й конструювання паровозів.
У 1937 році призначений заступником начальника технічного управління Народного комісаріату шляхів сполучення (НКШС), з 1942 року — начальник технічного управління НКШС.
У 1948 році призначений заступником міністра шляхів сполучення СРСР, відповідав за технічну політику Міністерства й курував науково-дослідні й проектно-конструкторські організації Міністерства шляхів сполучення СРСР.
Протягом 1950—1951 очолював Головне управління вагонного господарства МШС СРСР.
У 1951—1953 роках — перший заступник міністра шляхів сполучення СРСР, генерал — директор тяги I рангу.
У зв'язку з реорганізацією управління залізничним транспортом посада була скасована, внаслідок чого у травні 1953 року він був призначений начальником Одесько-Кишинівської залізниці.
З 1954 року й до самої смерті обіймав посаду ректора Московського інституту інженерів транспорту (нині Московський державний університет шляхів сполучення).
Помер у 1955 році.

## Нагороди і почесні звання
Нагороджений двома орденами Леніна, орденами Трудового Червоного Прапора, Червоної Зірки і медалями.
Також нагороджений двома нагрудними знаками «Почесний залізничник».